# لا يمكن للأشباح فعلها (فلم)
لا يمكن للأشباح فعلها هو فيلم من نوع كوميديا رومانسية أُصدر في 1989. الفيلم من توزيع Triumph Films ‏، وهو من إخراج وسيناريو جون ديريك.

## القصة
كاتي متزوجة من الملياردير المسن سكوت. على الرغم من فارق السن الذي يبلغ 30 عامًا، إلا أن الاثنين يقعان في حب عميق ويعيشان حياة نشطة ومليئة بالمرح، بما في ذلك ممارسة الجنس العاطفي والمتكرر. بينما كان الاثنان يركبان الخيل، أصيب سكوت بنوبة قلبية. ولكنه ينجو منها، لكن الزوجين شعرا بالصدمة عندما علموا أنه لن يتمكن من ممارسة الجنس بعد الآن. يُحرم سكوت من إجراء عملية زرع قلب بسبب تقدمه في السن. يختار سكوت أن يموت بشروطه الخاصة بدلاً من العيش في الوقت الضائع، وينتحر.

## طاقم التمثيل
- دونالد ترامب
- بو ديريك
- جولي نيومار
- أنتوني كوين
- دون موراي

## وصلات خارجية
- مقالات تستعمل روابط فنية بلا صلة مع ويكي بيانات